# Valeriana sitchensis
Espèce
Valeriana sitchensis est une espèce de plante vivace à fleurs de la famille des Valérianes présente à l'ouest de l'Amérique du Nord de la Californie jusqu'en Alaska.

## Habitat
La plante est présente dans les régions côtières et montagneuses de l'ouest de l'Amérique du Nord de la Californie jusqu'en Alaska en passant par la Colombie-Britannique. Plus à l'est, elle est présente des Territoires du Nord-Ouest jusqu'en Idaho. Elle est ainsi présente dans les régions montagneuses et humides de la chaine des Cascades comme dans le parc national du Mont Rainier. Dans les prairies subalpines humides, elle fait partie des plantes les plus communes.

## Description
Il s'agit d'une plante vivace à rhizomes qui produit une tige atteignant en général 70 centimètres de haut mais pouvant atteindre un mètre parfois. Les feuilles ont de grandes variations dans les tailles et la forme. Elles ont des lobes profonds et sont composées. L'inflorescence est une cyme composée de nombreuses fleurs blanches ou rosâtres dont le diamètre est inférieur au centimètre.